# دول الان
دول‌ الان هي قرية في مقاطعة سردشت، إيران. يقدر عدد سكانها بـ 12 نسمة بحسب إحصاء 2016.